# Panseksualność

Symbol panseksualności; łączy on symbole mężczyzn (♂), kobiet (♀) i osób transpłciowych (⚧) w kształt zbliżony do litery P.

Flaga osób panseksualnych – kolor różowy reprezentuje pociąg do kobiet, żółty pociąg do osób genderqueer, niebinarnych, apłciowych i androgynicznych, a niebieski pociąg do mężczyzn.

Flaga osób omniseksualnych – kolor jasnoróżowy i jasnoniebieski symbolizują spektrum płci, różowy symbolizuje pociąg do kobiecości i kobiet, niebieski symbolizuje pociąg do męskości i mężczyzn, a ciemnofioletowy symbolizuje pociąg do osób, których gender jest inne niż męskie lub żeńskie.

Panseksualność — seksualny, romantyczny lub emocjonalny pociąg do osób niezależnie od ich płci lub tożsamości płciowej. Osoby panseksualne mogą określać siebie jako osoby „ślepe na płeć” (ang. gender-blind), zapewniając, że kwestie płci kulturowej i płci nie są czynnikami wpływającymi na ich romantyczny lub seksualny pociąg do innych. Zbliżonym określeniem jest omniseksualność, czasem uznawana za synonim panseksualności; czasem uznaje się, że omniseksualiści różnią się od panseksualistów preferencjami odnośnie płci – u panseksualistów nie występują preferencje odnośnie płci, zaś omniseksualiści mają swoje preferencje, chociaż również mogą czuć pociąg do osób wszystkich płci (w związku z tym nie są „ślepi na płeć” – gender-blind. Mimo to możliwe jest bycie jednocześnie osobą panseksualną i omniseksualną.

## Etymologia
Przedrostek pan- pochodzi od starogreckiego słowa „wszystko, każdy”, stgr. πας, παντός; omni- pochodzi od łacińskiego określenia na „wszystko”, omnis.

## Zestawienie z biseksualnością i innymi tożsamościami seksualnymi
Termin panseksualność coraz częściej stosowany jest jako oznaczenie tożsamości seksualnej, w której pociąg odczuwany jest niezależnie od płci, genderu i tożsamości płciowej drugiej osoby. W takim znaczeniu termin ten zaczął być używany na przełomie XX i XXI wieku, w 2010 powstała flaga osób panseksualnych, a sam termin został znacznie rozpowszechniony m.in. dzięki mediom i deklaracjom gwiazd, w tym Miley Cyrus i Janelle Monáe.
U osób określających się jako osoby panseksualne zaangażowanie psychoemocjonalne skierowane jest do przedstawicieli dowolnych płci i tożsamości płciowych, w tym do osób niebinarnych czy agenderowych. Osoby panseksualne abstrahują od kategorii tożsamościowych i sztywnych podziałów, odrzucając podejście oparte na binarnych pojęciach dotyczących płci (męskie/kobiece) i płci (mężczyzna/kobieta), twierdząc, że nie mają one znaczenia przy odczuwaniu miłości lub pociągu seksualnego.
W takim ujęciu panseksualność różni się od tożsamości biseksualnej, w której pociąg skierowany jest do osób obu płci w podziale binarnym (mężczyzna — kobieta) i od poliseksualnej, w której pociąg jest skierowany do wielu tożsamości płciowych (poza binarnym podziałem), ale nie wszystkich. Niemniej część ludzi, których można uznać za osoby panseksualne (lub poliseksualne), określa się jako osoby biseksualne ze względu na szerszą znajomość tego terminu.
Jednocześnie większość osób panseksualnych mieści się w biseksualnym przedziale kontinuum seksualnego i przejawia takie same wzorce atrakcyjności seksualnej i romantycznej, zachowań seksualnych czy doboru partnera jak osoby identyfikujące się jako osoby biseksualne.
Tożsamość panseksualna jest powszechniejsza wśród osób młodych, kobiet, a także wśród osób transpłciowych. Zwłaszcza dla osób nieidentyfikujących się jako mężczyźni czy kobiety termin panseksualność (podobnie termin „queer”) może być preferowany ze względów praktycznych i politycznych. Dla osób niebinarnych (np. genderfluid), określanie siebie jako lesbijka czy gej jest problematyczne, ponieważ zakłada samoidentyfikację jako mężczyzna lub kobieta, natomiast tożsamość panseksualna nie wymaga od osób definiowania własnej płci (w odniesieniu do osób, co do których odczuwa się pociąg).